# Włodzimierz Nykiel
Włodzimierz Mieczysław Nykiel (ur. 23 grudnia 1951 w Łodzi) – polski prawnik, profesor nauk prawnych, nauczyciel akademicki, rektor Uniwersytetu Łódzkiego w kadencjach 2008–2012 i 2012–2016, poseł na Sejm VIII kadencji.

## Życiorys
Syn Mieczysława i Klary Nykielów. Ukończył studia prawnicze na Wydziale Prawa i Administracji Uniwersytetu Łódzkiego (1973). Studiował również międzynarodowe prawo porównawcze w Strasburgu. W 1980 został doktorem nauk prawnych. W 1993 w oparciu o rozprawę pt. Rola dochodów w równoważeniu budżetów lokalnych uzyskał stopień doktora habilitowanego. 18 listopada 2002 otrzymał tytuł profesora nauk prawnych. Specjalizuje się w prawie finansowym i podatkowym.
Zawodowo od lat 70. związany z Uniwersytetem Łódzkim, zaczynał jako asystent w Katedrze Prawa Finansowego. Od 1996 pracował na stanowisku profesora nadzwyczajnego, a w 2006 został powołany na stanowisko profesora zwyczajnego. Od 1996 do 2002 pełnił funkcję dziekana Wydziału Prawa i Administracji. W 1997 objął kierownictwo Katedry Materialnego Prawa Podatkowego. Na UŁ założył i został kierownikiem Centrum Dokumentacji i Studiów Podatkowych. Wykładał także w Salezjańskiej Wyższej Szkole Ekonomii i Zarządzania w Łodzi i w Szkole Wyższej im. Pawła Włodkowica w Płocku. Był również wykładowcą szkół zagranicznych, w tym wydziałów prawa uniwersytetów w Bolonii, Bari, Tarencie, Grenoble, Tours i innych. 14 marca 2008 został wybrany na stanowisko rektora Uniwersytetu Łódzkiego. Na czteroletnią kadencję wybrało go 111 spośród 197 elektorów. Urząd ten objął 1 września 2008. 26 marca 2012 kolegium elektorów UŁ ponowiło ten wybór na kolejną kadencję (większością 171 na 190 głosów).
Włodzimierz Nykiel był powoływany na eksperta i konsultanta licznych instytucji publicznych i pozarządowych, takich jak International City Management Association w Waszyngtonie (1991–1992), Komisja Wspólna Rządu i Samorządu Terytorialnego (1995–1996), Biura Studiów i Ekspertyz Kancelarii Sejmu (1995–1997), rządowe rady doradcze. Od 2006 do 2010 zasiadał w Radzie Legislacyjnej. W latach 1997–2001 był członkiem Trybunału Stanu w rekomendacji posłów AWS. Został członkiem Europejskiego Stowarzyszenia Profesorów Prawa Podatkowego i innych międzynarodowych organizacji zrzeszających specjalistów prawa podatkowego, a także Łódzkiego Towarzystwa Naukowego i rad programowych czasopism naukowych („Przeglądu Podatkowego”, „Kwartalnika Prawa Podatkowego”, „Prawa i Podatków”).
W 2015 wystartował w wyborach parlamentarnych jako lider listy wyborczej Platformy Obywatelskiej w okręgu łódzkim. Otrzymał 21 708 głosów, uzyskując tym samym mandat posła na Sejm VIII kadencji. Został członkiem sejmowej Komisji Edukacji, Nauki i Młodzieży oraz Komisji Finansów Publicznych. W 2019 nie ubiegał się o reelekcję.

## Życie prywatne
Włodzimierz Nykiel jest żonaty z Aliną, ma dwie córki: Agatę i Annę.

## Odznaczenia
- Krzyż Kawalerski Orderu Odrodzenia Polski – 2011[9][10]
- Odznaka honorowa „Za Zasługi dla Finansów Publicznych RP” – 2024[11]

## Wybrane publikacje
- Komentarz do ustawy o podatku dochodowym od osób fizycznych, Wydawnictwo Prawnicze, Warszawa 1999.
- Komentarz do ustawy o podatku dochodowym od osób prawnych (red.), Ośrodek Doradztwa i Doskonalenia Kadr, Gdańsk 2007.
- Polskie prawo podatkowe (współautor), Difin, Warszawa 2003.
- Postępowanie podatkowe w świetle Ordynacji podatkowej (współautor), C.H. Beck, Warszawa 2000.
- Rola dochodów w równoważeniu budżetów lokalnych, Wydawnictwo Uniwersytetu Łódzkiego, Łódź 1993.
- Ulgi i zwolnienia w konstrukcji prawnej podatku, ABC, Warszawa 2002.
- Ustawa budżetowa, Wydawnictwo Uniwersytetu Łódzkiego, Łódź 1988.